# Фомичёв, Александр Иванович (футболист)
Алекса́ндр Ива́нович Фомичёв (7 января 1979, Брянск, СССР) — российский футболист, полузащитник; тренер. Мастер спорта России.

## Карьера
Воспитанник динамовской школы футбола Брянска. Футболом начал увлекаться в детстве. Одним из первых его тренеров был Владимир Сулимов. После окончания брянской футбольной школы поступил в Смоленский государственный институт физической культуры. Профессиональную карьеру начал в «Кристалле» после окончания второго курса. В первый год выступал на позиции центрального полузащитника, иногда левого хавбека. Участвовал лишь в матчах на Кубок России. Позже вместо Нененко пришёл Игнатенко, с ним ряд молодых футболистов. Фомичёв отправился в команду второй лиги «Оазис» из Ярцево. Затем в его карьере было полуторагодичное выступление за «Биохимик» из Мордовии, и в 2002 году он пришёл в брянское «Динамо».
В конце 2001 года ему поступило предложение от ярославского «Шинника», оформившего себе путёвку в Премьер-лигу. Прошёл с командой сборы, но по нефутбольным обстоятельствам игроком «Шинника» не стал. После этого приехал в Брянск и после первого сбора подписал трёхгодичный контракт с «Динамо». Впервые с капитанской повязкой вышел в 2004 году. Тогда капитаном был Альберт Федосов, а его заместителями Александр Кудряшов и Фомичёв. Из-за травм Федосов и Кудряшов в игре не участвовали, поэтому в роли капитана выступил Александр Фомичёв.
В 2007 году Фомичёву было присвоено звание мастера спорта после выхода «Динамо» в полуфинал Кубка России сезона 2006/07. По сумме двух встреч против ФК «Москва» брянская команда проиграла 1:2.
В 2012 году команда была лишена профессиональной лицензии и покинула ФНЛ. Фомичёв продолжил играть в первенстве России среди команд ЛФЛ, в зоне МОА Черноземье. В сезоне 2012/13 стал с командой победителем зоны и был признан лучшим игроком по окончании первенства.
В общей сложности в брянском клубе провёл 13 сезонов, сыграл 361 матч и забил 32 гола в первенствах страны.
Завершил карьеру игрока в 2016 году, остался в команде в качестве тренера. В 2021—2024 гг. — главный тренер футбольного клуба «Динамо-Брянск».
С 2024 года — главный тренер футбольного клуба «Динамо» Санкт-Петербург.